# Garden Grove (Kalifornia)
Garden Grove város az USA Kalifornia államában, Orange megyében. Lakosainak száma 171 949 fő (2020. április 1.).

## Népesség
A település népességének változása:

| 2010 | 170 883 |
| 2020 | 171 949 |